# Azzurra Air
Azzurra Air — упразднённая регулярная и чартерная авиакомпания, базировавшаяся в Милане и выполнявшая рейсы в Испанию, Грецию, Нидерланды, Португалию и другие направления Средиземноморья. 

## История
Авиакомпания была основана в декабре 1995 года и являлась совместным предприятием итальянской инвестиционной группы Air International Services (51 %) и Air Malta (49 %). Она начала свою деятельность в декабре 1996 года. Акции AIS были приобретены британской компанией 7 Group в 2003 году в ожидании покупки акций Air Malta в конце того же года.

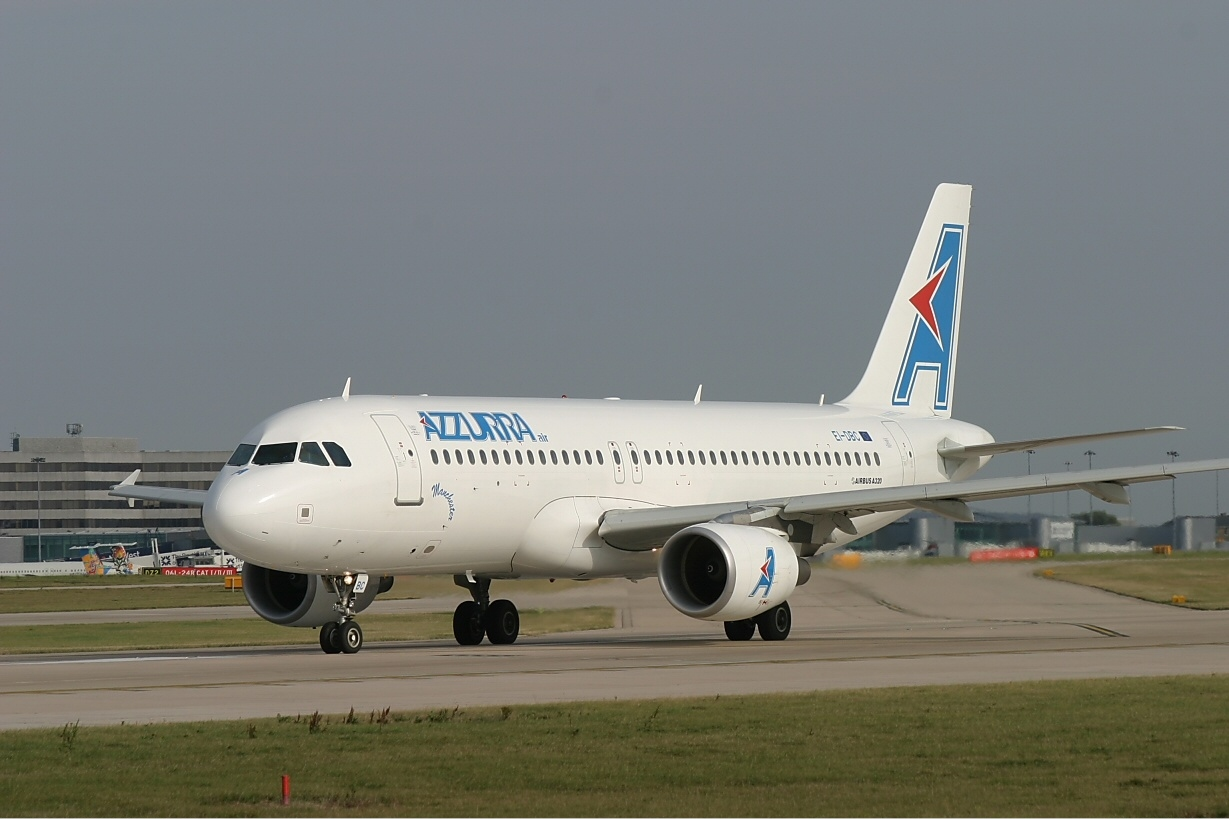
Самолет Azzurra Airbus A320 в аэропорту Манчестера

В ноябре 2003 года было объявлено, что Azzurra Air должна принять французскую авиакомпанию Air Littoral, но в следующем месяце это провалилось, поскольку Azzurra Air столкнулась с финансовыми трудностями. В марте 2004 года операции были приостановлены, когда её региональный флот был отозван арендодателем и совладельцем Air Malta из-за неуплаты по аренде. Компания была объявлена банкротом в июле 2004 года. В то время у неё были заказаны пять самолётов Airbus A320-200.

## Деятельность
Авиакомпания Azzurra Air выполняла только один регулярный рейс из Бергамо в Рим на самолёте Boeing 737-700. Все остальные услуги были чартерными.

## Воздушный флот
Воздушный флот авиакомпании включал в себя 2 самолёта Airbus A320, 1 самолёт Boeing 737-300, 7 бортов Boeing 737-700, 1 борт British Aerospace 146—200, 5 бортов British Aerospace Avro RJ70, 3 борта British Aerospace Avro RJ85. Всего — 19 самолётов.